# Corna, zoccoli, scarpe
(Umberto Eco, Corna, zoccoli, scarpe, in Il segno dei tre. Holmes, Dupin, Pierce, 1983)
Corna, zoccoli, scarpe. Alcune ipotesi su tre tipi di abduzione è un saggio del semiologo Umberto Eco che fa parte del volume Il segno dei tre. Holmes, Dupin, Peirce, edito in inglese insieme al semiologo ungherese Thomas A. Sebeok nel 1983. 
Il saggio individua e analizza, facendo riferimento principalmente al pensiero di autori illustri quali Aristotele, Peirce e Voltaire, varie tipologie di abduzione, ovvero quel particolare tipo di ragionamento logico, secondo il quale si effettua la formulazione di teorie mediante sedimentazione di dati concreti, che sarebbe tipico del modo di ragionare di Sherlock Holmes, il detective creato dalla penna di Arthur Conan Doyle. 
Nel saggio, Eco propone una divisione delle abduzioni in quattro categorie: ipotesi o abduzione ipercodificata, abduzione ipocodificata, abduzione creativa e meta-abduzione.

## Struttura dell'opera
Il saggio si divide in tre sezioni: "corna", "zoccoli" e "scarpe".

### Corna
Nell’introduzione del saggio Eco esamina il procedimento deduttivo discusso da Aristotele negli Analitici Secondi, noto sotto il nome di sillogismo, per cui, date due premesse, ne deriva necessariamente una data conclusione. Analizzando il ragionamento aristotelico secondo cui un animale con le corna non ha gli incisivi superiori Eco osserva che Aristotele non basa il suo sillogismo su una certezza ma piuttosto su un’ipotesi suggerita dall’evidenza empirica. Accostando questo ragionamento al pensiero abduttivo di Charles Peirce, espresso dal celebre esempio del sacco di fagioli bianchi, secondo cui dalla Regola “tutti i fagioli che provengono da questo sacco sono bianchi” e dal Caso “questi fagioli provengono da questo sacco” si può abdurre il Risultato che i fagioli sono bianchi, Eco arriva quindi ad analizzare l’abduzione, intesa come un procedimento deduttivo che consiste nell’avanzare un’ipotesi esplicativa per un certo insieme di fenomeni osservati. Deduzione e induzione si differenziano dall'abduzione per il fatto che se le prime danno risultati certi, la conclusione abduttiva è verosimile ma dotata di un alto grado di incertezza. 

#### Quattro tipi di abduzione
Eco, seguendo in parte il pensiero di Pierce, individua quattro tipi di abduzione:
- Ipotesi o abduzione ipercodificata. In questo caso l’interpretazione avviene attraverso codici. Lo “sforzo abduttivo” è presente, ma in minima parte. Esempio: secondo la codificazione linguistica, /uomo/ significa “maschio umano adulto”, ma il primo stadio dell'interpretazione è conoscere la lingua italiana (per chi non parla italiano, essa non sarà così automatica). Formuliamo ipotesi sul contesto espressivo, ipotesi che ci permettono di dire che si tratta dell’occorrenza (token) di una parola italiana (type).
- Abduzione ipocodificata. La regola selezionata è la più plausibile tra le molte, ma non è certo che sia quella corretta. Il soggetto che compie l’abduzione non possiede tutti gli elementi per stabilire la verità, quindi azzarda descrivendone una, in attesa di successive verifiche.
- Abduzione creativa. La legge viene creata ex novo; siccome l'uomo è dotato di creatività (anche estetica) inventarla può risultare abbastanza semplice. Questa creazione obbliga a una meta-abduzione.
- Meta-abduzione. Non si ha assoluta certezza della veridicità della regola, ma il soggetto interpretante considera i dati raccolti come strettamente collegati tra loro; in particolare, si crea un mondo possibile che viene sovrapposto a quello reale. La conoscenza del mondo comune è sufficiente per confermare la legge e l'aspetto più importante è riconoscere se tale legge sia quella giusta a convalidare i risultati ottenuti.[2]

### Zoccoli
Per spiegare le caratteristiche e il funzionamento dei diversi tipi di abduzione, Eco utilizza come esempio un episodio tratto dallo Zadig di Voltaire . Un giorno, il cavallo del re e la cagnolina della regina scappano nel bosco, due funzionari di corte chiedono a Zadig se li abbia visti passare ed egli risponde in modo affermativo, descrivendo nel dettaglio i due animali, pur non avendoli effettivamente visti. Nel particolare caso del cavallo Eco nota che la ricostruzione dell'accaduto svolta da Zadig prende in analisi tre diverse tipologie di segno:
- Impronte: il caso più elementare di produzione segnica, strettamente legata alla forma della causa fisica che l’ha prodotta.

- Sintomi: eventi fisici che rimandano alla classe delle loro cause possibili; sono caratterizzati da una contiguità necessaria tra effetto e causa, dove la presenza dell’effetto rimanda alla fondamentale esistenza della causa. A differenza delle impronte, i sintomi non sono un tratto della forma dell’espressione-type della loro causa, ma del loro contenuto-type.
- Indizi: oggetti lasciati da un agente sul luogo in cui accade qualcosa, fisicamente collegati a esso, in modo che dalla loro presenza effettiva o possibile si può ricavare la presenza dell’agente. A differenza del sintomo, l’indizio è caratterizzato da una contiguità passata possibile ma non necessaria. Gli indizi sono “sintomi complessi”, infatti Eco afferma che “un racconto poliziesco è solitamente più complicato e perciò più avvincente della diagnosi di una polmonite”.

#### Abduzioni ipercodificate
Zadig isola le impronte degli zoccoli come occorrenze (token) di una traccia-type (significanti di una classe di animali, i cavalli) e compie così uno sforzo abduttivo minimo (ipercodificato). Egli usa solo regole di cui è già a conoscenza interpretando la natura come un sistema di segni codificati che lo conduce ad un ragionamento semiotico quasi automatico. Grazie a una competenza codificata circa le impronte, può facilmente ricondurre i segni sul terreno a una causa fisica, come se seguisse le istruzioni di un manuale dei boy-scout, e affermare che le impronte che vede sono il segno lasciato dallo zoccolo di un cavallo. Il codice che cataloga le impronte può farlo a diversi livelli di pertinenza (per esempio, Zadig non solo capisce che si tratta di un cavallo, ma nello specifico di uno stallone).
A differenza di Sherlock Holmes, Zadig non vuole fare la verifica estensionale della sua conoscenza (“non gli veniva proprio in mente di fare la seta con le tele di ragno, né la porcellana con le bottiglie rotte”).
Zadig riconosce dei sintomi (pur non avendo informazioni sulla natura della loro causa) nella polvere alzata da terra e nelle foglie cadute dai rami e anche degli indizi nell'oro su una pietra e nell'argento su un sasso; è sempre il codice a dire a Zadig che quelle tracce implicano un portatore d’oro e d’argento. Questo tipo di ragionamento abduttivo non conferma che il cavallo che ha lasciato quei segni sia lo stesso delle impronte.

#### Abduzioni ipocodificate
Zadig compie uno sforzo abduttivo ipocodificato nel momento in cui identifica una sequenza coerente (ovvero un testo) nelle varie enunciazioni visive con cui ha a che fare. Come ogni interprete di un testo, il protagonista dello scritto di Voltaire fa delle abduzioni per scegliere fra le molte letture possibili. I segni conducono Zadig ad assumere una serie di convenzioni intertestuali generali (i cavalli solitamente alzano la polvere con la coda, portano morsi d’oro e ferri d’argento) e a provare la sua ricostruzione testuale ai funzionari di corte. Fra le molti leggi intertestuali possibili, Zadig elegge quella più verosimile (che infine si rivela corretta).

#### Alle soglie della meta-abduzione
Zadig interpreta per sua decisione arbitraria i dati che ha messo insieme come fossero connessi tra loro e inserisce così il cavallo in un mondo da lui costruito, non necessariamente equivalente a quello reale. Nel momento in cui viene interpellato dai funzionari del re ipotizza che il cavallo del suo mondo sia il cavallo del re (in un certo senso, bluffa), distaccandosi dallo studio del libro della natura per concedersi un ragionamento meta-abduttivo, che è proprio dei detective come Sherlock Holmes. Poiché riferisce dei due animali usando pronomi e articoli specifici (“il” cavallo, “la" sua coda) i funzionari del re ne richiedono la localizzazione, ma a quel punto Zadig riconosce di aver compiuto un azzardo e nega di averli visti, come se improvvisamente si ricordasse che il cavallo di cui parla è una sua credenza, dunque non è detto sia quello del re. 

### Scarpe

#### Abduzioni creative
Nell'ultima sezione del saggio Eco riporta un brano presente ne Il gioco delle tre carte di Arthur Conan Doyle ove le deduzioni di Holmes sono perfetti esempi di abduzione creativa. Il detective, attraverso una precisa e attenta ricostruzione dei fatti, dimostra all'amico Watson di sapere già tutto quello che egli ha fatto durante la giornata. Tuttavia, sebbene la ricostruzione coincida con la realtà, è pur sempre inventata dalla mente creativa del detective, il quale la espone senza avere sufficienti elementi a favore di un'unica e certa interpretazione delle prove.
Il medesimo approccio si riscontra nell’episodio in cui Holmes, osservando le scarpe sporche di terriccio rosso di Watson, deduce che egli si deve essere recato all’ufficio postale per spedire un telegramma. Secondo Eco, se la prima osservazione abduttiva di Holmes è ipercodificata (quelli che hanno fango sulle scarpe sono stati in luoghi non selciati), la seconda abduzione è ipocodificata perché il detective deve scommettere di più (la terra rossa non si trova solo sulla via per le poste, Watson potrebbe aver preso una carrozza ed essere andato più lontano). Proprio qui si trova la peculiarità del processo deduttivo di Holmes, nel puro azzardo compiuto alla luce di uno schema ben preciso di indizi e ricostruzione dei fatti. 

#### Meta-abduzioni
In conclusione al saggio, Eco inserisce il ragionamento meta-abduttivo di Sherlock Holmes nella tradizione razionalistica dei secoli XVII e XVIII valendosi del pensiero del filosofo Spinoza, secondo cui la validità di un’argomentazione complessa risiede nella possibilità di una sua analisi a partire dalle parti più semplici, ognuna delle quali deve essere razionalmente possibile. Tale procedimento viene definito dal filosofo Leibniz "intuizione", ossia la facoltà di pensiero in grado di operare in stretto accordo con le leggi della natura per grazia divina in antitesi con il "lume naturale" di Peirce, che consente alla mente di ragionare in naturale accordo con le cose senza escludere il fallibilismo. 
Eco constata infine come le abduzioni di Sherlock Holmes siano esonerate dal principio fallibilistico dal momento in cui egli opera nel mondo narrativo creato dall'immaginazione di Conan Doyle, dove la prova immediata dell'esattezza dei ragionamenti del detective è garantita dalla conferma del dottor Watson. L'autore evidenzia la differenza tra Holmes, un personaggio fittizio che lo scrittore vuole infallibile nelle sue meta-abduzioni azzardate, e gli scienziati, che, pur procedendo abduttivamente, sono vincolati alla verifica della realtà quotidiana.

## Inquadramento teorico
Corna, zoccoli, scarpe, che accosta il racconto poliziesco all’abduzione peirciana, è stato concepito nel 1978, lo stesso anno di pubblicazione di Spie. Radici di un paradigma indiziario di Carlo Ginzburg, in cui l'autore opera un confronto tra il metodo investigativo di Sherlock Holmes, quello del medico e storico dell'arte Giovanni Morelli e quello di Sigmund Freud. Nel saggio di Eco emergono richiami alla tradizione letteraria del genere poliziesco di Conan Doyle, ma anche al paradigma indiziario di Ginzburg, così come al razionalismo di Voltaire e al ragionamento sillogistico di Aristotele.
Il saggio in questione è inserito in una curatela che ha come oggetto lo studio della figura di Sherlock Holmes, non a caso il titolo del volume Il segno dei tre è un chiaro riferimento al romanzo di Conan Doyle Il segno dei quattro, oltre che alla nozione di segno elaborata da Peirce. Il testo indaga nei termini di meta-abduzione il modo in cui il detective arriva alla risoluzione dei casi: secondo Eco, il metodo investigativo sherlockiano, già messo in relazione al paradigma indiziario nel saggio Spie, si basa sulla meta-abduzione come tipo di ragionamento adoperato nelle procedure congetturali. La meta-abduzione è comune a diversi campi in quanto sintomatica del pensiero razionalista, tuttavia la differenza fondamentale tra il ragionamento abduttivo nel romanzo poliziesco e quello in ambito scientifico risiede nell’obbligo degli scienziati di confrontarsi con la verità dei fatti, vincolo a cui i detective dei gialli non sono (narrativamente) sottoposti.